# Каланов, Рустам Абдухакимович
Рустам Абдухакимович Каланов (узб. Rustam Abduhakimovich Kalanov; род. 1950 года, Ташкент, Узбекская ССР) — узбекский государственный деятель, сенатор Олий Мажлиса от города Ташкент.

## Биография
В 1974 году окончил политехнический институт в Ташкенте. В дальнейшем работал на различных должностях.
2017-20 гг. — председатель ташкентского городского совета фонда «Нуроний».
В 2020 г. стал сенатором от Ташкента, вскоре назначен замначальника управления по поддержке махалли и семьи хокимията города Ташкента, а затем советником хокима по вопросам общественности, махалли и ветеранов. Член комитета сената по вопросам обороны и безопасности.